# Dysschema porioni
Dysschema porioni là một loài bướm đêm thuộc phân họ Arctiinae, họ Erebidae.